# Tábua
Tábua là một huyện thuộc tỉnh Coimbra, Bồ Đào Nha. Huyện này có diện tích 200 km², dân số thời điểm năm 2001 là 12602 người.